# Scaptomyza meocerca
Scaptomyza meocerca är en tvåvingeart som beskrevs av Hardy 1965. Scaptomyza meocerca ingår i släktet Scaptomyza och familjen daggflugor.
Artens utbredningsområde är Hawaii. Inga underarter finns listade i Catalogue of Life.